# Arbon (Haute-Garonne)
Arbon is een gemeente in het Franse departement Haute-Garonne (regio Occitanie) en telt 84 inwoners (2009). De oppervlakte bedraagt 4,47 km², de bevolkingsdichtheid is dus 18,8 inwoners per km².

## Geografie
De onderstaande kaart toont de ligging van Arbon (Haute-Garonne) met de belangrijkste infrastructuur en aangrenzende gemeenten.

## Demografie
Onderstaande figuur toont het verloop van het inwonertal (bron: INSEE-tellingen).

1. ↑  Populations de référence 2022.